# Cargolet riberenc
El cargolet riberenc (Cantorchilus semibadius) és un ocell de la família dels troglodítids (Troglodytidae).

## Hàbitat i distribució
Viu entre la malesa del bosc, matolls i manglars, normalment a prop de l'aigua de les terres baixes del Pacífic al sud-oest de Costa Rica i oest de Panamà.